# Южни преглед
„Южни преглед“ (на сръбски: Jужни Преглед) е сръбско научно и литературно списание, излизало в Скопие, Кралство Югославия, от 1929 година до януари 1941 година.
Списанието започва да излиза през 1927 година като продължение на вестник „Месечни преглед“. Печата се в скопската печатница „Южна Сърбия“. Собственик на списанието е Чедомир Й. Тодорович, а редактори са Сава М. Мисосавлевич, Боривое Л. Недич и Петър Митропан. В списанието се публикуват македонски фолклорни произведения, научни статии и литературна критика - за Кирил Пейчинович, Георги Пулевски, Кочо Рацин, Васил Ильоски, Венко Марковски. Сред авторите му са Томо Смилянич, Георги Киселинов, Ангелко Кръстич, Александър Йованович и Харалампие Поленакович.